# Винсент Пасторе
Винсент Пасторе (енгл. Vincent Pastore; Бронкс, Њујорк, 14. јул 1946), амерички је позоришни, филмски и ТВ глумац.
Често глуми мафијаше, најпознатији је по улози Салватореа „Великог пусија“ Бонпенсијера у ХБО серији Сопранови.
На почетку своје глумачке каријере, Пасторе је играо мале улоге у ТВ серијама и у неким прилично познатим филмовима, међу њима, на пример Добри момци, Карлитов пут, Кошаркашки дневници, Готи и Како сам заволео Сару, поред многих.